# 3384 Daliya
A 3384 Daliya (ideiglenes jelöléssel 1974 SB1) a Naprendszer kisbolygóövében található aszteroida. Ljudmila Ivanovna Csernih fedezte fel 1974. szeptember 19-én.